# Ми поховаємо короля Джона
Ми поховаємо короля Джона (італ. Seppelliamo re John) — фантастичний роман 1973 року італійського письменника-фантаста П'єрфранческо Проспері. Роман повторно вийшов 2008 року у збірнику «Уранія» видавництва Arnoldo Mondadori Editore.

## Сюжет
Дія роману відбувається у Сполучених Штатах Америки. У ньому розповідається про спроби вбивства американських президентів — колишніх історичних та вигаданих майбутніх. Сюжет роману розділений на чотири сюжетні лінії.
У першій частині події відбуваються у 2068 році у Вашингтоні. Майбутній світ переживає регрес, зокрема США відкинуте у добу землеробства та скотарства. У цій сюжетній лінії розповідається про вбивство президента Джорджа Лінкольна та спробу Воррена Стразземанна запобігти цьому.
Друга частина зображує Нью-Йорк у 1980 році, який покинутий і зруйнований в результаті ядерної війни, що відбулася у 1974 році (тобто через рік після першої публікації роману); один з людей, що вижили після, Ліхтенберг, виявив просторово-часову аномалію. Через неї він отримав змогу повернутися до 1963 року, щоб убити президента Джона Фіцджеральда Кеннеді (який у цьому паралельному всесвіті ніколи не був убитий), щоб уникнути війни. Місія Ліхтенберга зазнає невдачі і він сам був убитий.
Третя сюжетна лінія відбувається на Землі у 6422 році. Після атомних воєн та через природний відбір людина з Homo sapiens перетворилася на Homo superior, істоту, якій не потрібно ні говорити, ні писати, ні одягатися. Ці люди володіють телекінезом та телепатією. Ці люди не знають що таке вбивство (і зброя), ненависть, насильство  і лицемірство. У цьому світі живе Джефелін. Він мандрує у часі за допомогою створених часових аномалій. Одну з тих аномалій виявив Ліхтенберг. Він повернувся у минуле, щоб убити Кеннеді. Це загрожує світу Джефелін, бо з вбивством Кеннеді не буде атомної війни, а з ним і майбутнього світу. Проте Джефелін не може завадити Ліхтенбергу, бо не вміє поводитися зі зброєю.
Остання частина роману починається у 1966 році. Світ починає оговтуватись після вбивства президента Кеннеді у 1963 році. До політичного фанатика Вінсента Каммарано, звертається Джефелін, який прибув з майбутнього, з пропозицією запобігти вбивству президента. Джефелін відправляє Вінсента у 1963 рік, і той вбиває Ліхтенберга. Проте з часом Вінсент Каммарано розуміє свою помилку, адже світу загрожує атомна війна. Тому через два роки він сам вбиває Кеннеді.
З вбивством Кеннеді рідний світ Джефелін зникає. У своїх подорожах у часі Джефелін перейняв від людей раніше невідомі йому ненависть та насильство. Тому він вирішив помститися Каммарано. Джефелін переносить Каммарано у 2062 рік, у момент убивства президента Джорджа Лінкольна. Президентська охорона стріляє у Каммарано, вважаючи його убивцею.